# Ole Gunnar Solskjær
Ole Gunnar Solskjær (Kristiansund, 26 februari 1973) is een Noors voetbaltrainer en voormalig profvoetballer.

## Clubcarrière
Solskjær begon zijn carrière bij FK Clausenengen. Daarna speelde hij twee seizoenen voor Molde FK, waar hij al snel de aandacht wist te trekken van Alex Ferguson, op dat moment voetbaltrainer van Manchester United. Solskjær maakte nadien de overstap naar de Premier League. In 1996 werd hij Kniksen van het jaar.
Bij Manchester United begon hij vrijwel altijd op de bank, maar mocht hij vrijwel altijd invallen. Ole Gunnar Solskjær was in die tijd de ideale super-sub. Ondanks de weinige speeltijd wist hij regelmatig zijn doelpunten mee te pikken, vaak ook op cruciale momenten.
Tijdens de UEFA Champions League finale van 1999 mocht Solskjær ook zijn opwachting maken als invaller. Op dat moment stond tegenstander FC Bayern München reeds met 1–0 voor. Met deze zelfde stand brak de blessuretijd aan en gaf vrijwel niemand meer een kans voor Manchester United. De Duitsers zouden de wedstrijd immers "op z'n Duits" kunnen uitspelen en niets meer weggeven. Niets was minder waar, toen in de eerste minuut van de blessuretijd de bal terechtkwam bij Teddy Sheringham die de bal achter doelman Oliver Kahn in het net wist te deponeren. De vreugde bij Manchester United en zijn supporters was groot, terwijl er bij de Duitsers een flinke teleurstelling zichtbaar was. Toch maakten ze nog kans, aangezien de verlenging voor de deur stond. De wedstrijd liep echter nog even door in blessuretijd en wat niemand voor mogelijk hield gebeurde. Vanuit een corner van David Beckham ontving Ole Gunnar Solskjær de bal, hij wist Kahn opnieuw te passeren en bezorgde zo Manchester United op deze wijze de beker in de Champions League.
In mei 2004 raakte Solskjær zwaar geblesseerd. Hij stond anderhalf jaar aan de kant en vocht voor zijn revalidatie. Op 8 januari 2006 maakte hij zijn comeback in de wedstrijd tegen Burton Albion. De wedstrijd eindigde op 0–0, maar voor Solskjær betekende dit een einde aan alle problemen rondom zijn knieblessure. Verder kwam hij niet veel aan spelen toe.
Op 14 september 2006 kwam hij voor het eerst aan spelen toe in het nieuwe seizoen, hij startte in de basis. Hij scoorde in de tweede helft.
Op 28 augustus 2007 werd duidelijk dat Solskjaer zijn carrière als profvoetballer beëindigde. Datzelfde jaar kreeg hij de eretoekenning van Kniksen, een prestigieuze prijs in het Noorse voetbal.

## Interlandcarrière
Solskjær speelde zevenenzestig wedstrijden (drieëntwintig doelpunten) voor de nationale ploeg van Noorwegen. Hij maakte zijn debuut op 26 november 1995 in de vriendschappelijke uitwedstrijd tegen Jamaica (1–1), net als Claus Lundekvam (SK Brann), Egil Ulfstein (Viking FK), Arild Stavrum  (Molde FK), Petter Rudi (Molde FK) en Bjørn Arild Levernes (Vålerenga IF).

## Trainerscarrière
Solskjær kreeg na zijn profcarrière een functie in de technische staf van Manchester United, als trainer van het tweede elftal.
In november 2010 vertrok hij na veertien jaar bij Manchester United en werd hij hoofdtrainer bij Molde FK. Met Molde werd hij in 2011 meteen Noors kampioen. Precies op 19 juni 2011, de feestdag van het 100-jarig jubileum van de club, veroverde het team de koppositie en stond die niet meer af, waardoor Molde voor het eerst Noors kampioen werd.
Na het ontslag van Malky Mackay als hoofdtrainer van Cardiff City werd Solskjær op 2 januari 2014 aangesteld als diens opvolger. Kort na zijn aanstelling trok de club twee landgenoten van hem aan, middenvelders Magnus Wolff Eikrem van sc Heerenveen en Mats Møller Dæhli van Molde FK. Een half jaar later degradeerde hij met de club uit de Premier League. Cardiff nam op 18 september 2014 afscheid van Solskjær. De club had op dat moment acht punten uit zeven wedstrijden en stond daarmee zeventiende in de Championship. Solskjær ging daarop werken als jeugdtrainer bij FK Clausenengen. Molde FK stelde hem in oktober 2015 opnieuw aan als hoofdtrainer. Op 19 december 2018, een dag na het ontslag van Jose Mourinho, stelde Manchester United Solskjær aan als interim-trainer tot aan het einde van het seizoen. Op 28 maart 2019 tekende Solskjær een driejarig contract bij de club. Op 21 november 2021 werd hij ontslagen na tegenvallende resultaten.

## Erelijst
Als speler
 FK Clausenengen
- 3. divisjon: 1993

 Manchester United
- Premier League: 1996/97, 1998/99, 1999/00, 2000/01, 2002/03, 2006/07
- FA Cup: 1998/99, 2003/04
- FA Charity Shield/FA Community Shield: 1996, 1997, 2003
- UEFA Champions League: 1998/99
- Intercontintental Cup: 1999

Als trainer
 Manchester United Reserves
- Premier Reserve League: 2009/10
- Premier Reserve League North: 2009/10
- Lancashire Senior Cup: 2008/09
- Manchester Senior Cup: 2009

 Molde FK
- Tippeligaen: 2011, 2012
- Norgesmesterskapet i fotball: 2013

Individueel
- Koninklijke Noorse Orde van Sint-Olaf, Ridder der Eerste Klasse: 2008
- Kniksenprijs: Kniksen van het Jaar in 1996, Kniksen's Ereprijs in 2007, Trainer van het jaar 2011, 2012
- Peer Gynt Prijs: 2009 (voor zijn bijdragen in het voetbal en filantropie)
- Premier League Manager van de Maand: januari 2019